# Житенино
Житенино (Жигулинский погост) — историческое село Покров-Слободской волости Покровского уезда Владимирской губернии России. Ныне территория Орехово-Зуевского городского округа (до 2019 года — Орехово-Зуевского района) Московской области. Сохранился Никольский храм, в настоящее время он относится к Орехово-Зуевскому благочинию. Ближайшее поселение — деревня Большая Дубна.

## География
Располагалось село на реке Большая Дубна, на административной границе с Богородским уездом Московской губернии.

## История
Вблизи погоста располагался стеклянный завод. Около 1845 года завод был закрыт и на его месте помещиками были поселены две крестьянские семьи. Так образовалось небольшое село Житенино расположенное в 1/4 версте от церкви.
До 1849 года в селе Житенино располагалась усадьба много раз избиравшегося на должность губернского и уездного предводителя дворянства Андрея Петровича Хметевского (1784—1849 гг.). В Покровском уезде Владимирской губернии ему принадлежало более 530 душ крестьян. Детей у А. П. Хметевского не было, и с его смертью в январе 1849 года усадьба разделённая между дальними родственниками пришла в запустение.
С 1880 года в селе работала церковно-приходская школа. Учащихся в 1895—1896 учебном году — 23.
В окрестностях села Житенино было несколько часовен: большая каменная часовня Благоверного князя Александра Невского у деревни Плотава, Великомученика Никиты Воина в Тепёрках, Мученицы Параскевы в Большой Дубне. Все часовни разрушены в 1930—1950-х годах.

## Население
По данным на 1859 год в селе 5 дворов, 16 жителей мужского пола, 17 — женского. В селе проводилась 1 ярмарка. 

По данным на 1896 год в селе 8 дворов, 56 жителей.

По данным на 1905 год в селе 8 дворов, 55 жителей.
При храме в детстве жил писатель Сергей Яковлевич Елпатьевский (1854—1933).

## Достопримечательности
О времени основания церкви сведений не сохранилось. Известно, что до постройки в 1839 году каменного храма, на его месте располагалась обветшавшая деревянная церковь построенная во имя святого Николая Чудотворца. Построенный в 1839 году новый храм имел три престола: главный — во имя святого Николая Чудотворца, во имя святого Александра Невского и великомученика Иоанна Воина.
Храм и школа при нём были закрыты в 1930-х годах. До 2007 года здание церкви находилось в аварийном состоянии. Затем было отреставрировано и в настоящее время храм является действующим.
В пятидесятые годы XX века рядом с храмом располагалась ракетная часть. В Житенино не было колодцев и за водой ездили к источнику, расположенному в двух километрах вверх по течению реки. В 2009 году на источнике проводились работы по отводу воды в купель, построенную в пятидесяти метрах от него. После освещения, естественный фильтр источника был нарушен и вода стала не пригодной для питья.

## Инфраструктура
По состоянию на сентябрь 2012 года на месте старинного кладбища асфальт, хозяйственные и жилые постройки, а также детская площадка.

## Транспорт
С перекрестка федеральных автотрасс М7 и А108 по дороге А108 на север 3 км, далее поворот на восток, 2 км через лес к новому мосту через р. Большая Дубна. От асфальтовой дороги за мостом съезд влево на север на грунтовый проселок, 600 м до церкви и кладбища.